# 日本製鉄堺ブレイザーズ
日本製鉄堺ブレイザーズ（にっぽんせいてつさかいブレイザーズ、英語: NIPPON STEEL SAKAI BLAZERS）は、大阪府堺市に本拠を置く男子プロバレーボールクラブチーム。2025-26シーズンはSV.LEAGUE MENに所属。

## 概要
日本製鉄の子会社『株式会社ブレイザーズスポーツクラブ』が運営するプロスポーツクラブ。前身は新日本製鐵堺製鐵所を拠点としていた実業団チームの『新日鐵ブレイザーズ』。チーム結成は1939年で、結成当初は、福岡県八幡市（現・北九州市）の日本製鐵八幡製鐵所を拠点としていた。
日本リーグ（Vプレミアリーグ）に第1回大会から参加している。八幡製鐵→新日鐵時代から獲得した全国タイトルは、歴代最多の計54回である。
チーム名のブレイザーズとは堺製鐵所にちなみ「炎の男たち」という意味が込められている。
練習場は日本製鉄堺体育館であり、練習見学も可能である。ホームゲームは、堺市にある大浜だいしんアリーナや堺市金岡公園体育館や日本製鉄堺体育館、サブホームタウンである和歌山市の和歌山県立体育館や北九州市の北九州市立総合体育館などで開催されている。
チームマスコットは二代目・我王（ガオウ）で恐竜型マスコット。地元堺出身で背番号はGである。
バレーボール教室を多く開催し、一般からジュニア、キッズの世代ごとに分けるなど、幅広く指導してきた。現在はバレーボールの他柔道（新日鐵堺柔道部から継承）の普及に取り組んでいる。

## 歴史
1939年(昭和14年)に福岡県八幡市（現・北九州市）の日本製鐵八幡製鐵所がバレーボール部を結成。戦時中は休部したが終戦の翌年に当たる1946年(昭和21年)に復活、翌1950年、全日本（9人制）実業団選手権で優勝し、以降も優勝を重ねて1962年までに通算5回優勝。また、1961年より開催された全日本6人制実業団選手権の第1回大会でも優勝している。1967年に日本リーグ（現・Vプレミアリーグ）が始まり、初代チャンピオンに輝く。
1969年に大阪府堺市の八幡製鐵堺製鐵所に拠点を移し、1970年(昭和45年)に、八幡製鐵が合併で新日本製鐵（新日鉄）に社名変更することに伴い、チーム名も「新日鐵バレー部」と変更。1970/71シーズンの第4回日本リーグで6チーム中5位となり、入替戦でも連敗し、実業団リーグ（2部相当　現・Vチャレンジリーグ）に降格する。1971/72シーズンの第3回実業団リーグでは3位に留まるが、1972/73シーズンの第4回実業団リーグでは、中村祐造監督の厳しい練習の成果で柳本晶一や小田勝美、田中幹保を擁して優勝。入替戦でも勝ち3シーズンぶりの日本リーグ復帰となった。復帰戦となった1973/74シーズンの第7回日本リーグでいきなり優勝。以降、第10回大会まで4連覇を果たす。
全日本都市対抗優勝大会（現・黒鷲旗）でも1973-1976年に4連覇を果たした。第12-14回日本リーグ、第22-24回日本リーグでも3連覇を達成している。黒鷲旗でも1988-1990年に3連覇を果たす。日本リーグでは1993/94シーズンの第27回までに全部で12回の優勝を果たした。
1994年(平成6年)に日本リーグに替わりVリーグ開幕。チーム名も『新日鐵ブレイザーズ』となる。
Vリーグでは1994/95シーズンの第1回大会、翌シーズンの第2回大会と連続の準優勝に甘んじたが、1996/97シーズンの第3回大会では眞鍋政義、植田辰哉、中垣内祐一をはじめとする主力選手を擁して優勝。翌シーズンの第4回大会も連覇した。
1998/99シーズンの第5回Vリーグは序盤で躓き6位。1999/2000シーズンの第6回Vリーグはレギュラーラウンドを1位突破するもの、決勝ラウンドでサントリーサンバーズに敗れ4位で終わる。
2000年(平成12年)、新日鉄のスポーツ事業運営の見直しを図る観点から新日鐵バレー部としては一旦幕を下ろし、本拠地の堺市に密着した総合スポーツクラブを目指し、新日鉄完全出資の子会社「ブレイザーズスポーツクラブ」を設立。チーム名もVリーグ開幕時からの「新日鉄ブレイザーズ」から「堺ブレイザーズ」に変更され、実業団チームからVリーグ男子では初のプロクラブチームとなった。
2004年(平成16年)、かつてのスーパーエースだった中垣内が現役引退し、監督に就任（2009年5月まで）。
2005/06シーズン、第12回Vリーグで8年ぶりとなるクラブ化後初の優勝を果たす。大阪市立中央体育館で2試合行われ、サントリーサンバーズとの大阪対決となった。2試合共3-2で勝利し激闘を制した。また、同シーズンにおいて、堺市金岡公園体育館でのホームタウンマッチ3試合において、それぞれの試合における優秀賞に対する賞金を贈る事を決め、勝利チームのその試合の最優秀賞1名に20万円、敗戦チームにも敢闘賞1名に10万円を贈るとしている。
2008/09シーズン、決勝で東レアローズに0-3で敗れ優勝ならず。
2009年、2008/09シーズン終了をもって、中垣内が指導者海外研修のため監督を退任し、コーチの酒井新悟が監督に昇格した。
2009/10シーズン、2年連続決勝進出するもパナソニックパンサーズに0-3で敗れる。
2010/11V・プレミアリーグでも優勝を果たしたが、東日本大震災によるリーグ打ち切りにより、リーグ打ち切り時点の暫定成績の順位でシーズン順位を決められたものである。
2012/13V・プレミアリーグ決勝でパナソニック・パンサーズと対戦。セットカウント3-1で勝利し2年ぶりの優勝を果たす。セミファイナルラウンド・ファイナルラウンドを戦い抜いての優勝は7年ぶりである。新外国人のミラン・ペピチの活躍や、石島雄介、松本慶彦などシーズン通してチームと選手が好調だった。
2013/14V・プレミアリーグは3位。3位決定戦で東レ・アローズに3-2で勝利。
2014年、酒井がJVAアンダーカテゴリープロジェクトである「TeamCORE」監督就任のため監督を退任。
酒井の後任として、ノルウェーで8年間指導を行ってきた印東玄弥が監督に就任した。4枚同時攻撃を重要視したヨーロッパスタイルで挑み、1年目のシーズンは、天皇杯で3位、Vリーグ4位、黒鷲旗3位、2年目は6位の結果で、印東は2016年に契約満了をもって退任となった。後任として、強豪チームやナショナルチームでの指導経験が豊富である真保綱一郎が就任。しかし、チームは浮上せず、真保は2019年に契約満了をもって退任。その後、チームOBである千葉進也が部長に就任し、2002年から2シーズン監督を務めていたゴーダン・メイフォースが監督に再任した。それでもチームは上昇せず、2021年にメイフォースは退任した。後任として、2シーズン部長を務めている千葉が監督に就任した。
2021年、東京オリンピック終了後に代表監督を退任した中垣内祐一が4年半ぶりにチームに復帰し部長に就任した。
2021-22シーズン、監督に就任した千葉は、優勝から遠ざかっているチームの意識改革に手をつけ、個人の技術力向上を掲げ、夏場から地味で厳しい練習に多く取り組んだ。V1男子では、12月までの試合で11勝3敗の2位につけ、意識改革の成果が出る。天皇杯では決勝に進出し、決勝でウルフドッグス名古屋にフルセットで敗れ準優勝となったが、ファイナルセットでもデュースに持ち込み優勝まであと一歩のところまで来た。2022年に入ってからも勝ち星を重ね、V・レギュラーラウンド36試合中34試合を終えた時点で24勝10敗と大きく勝ち越し、ファイナルステージ進出に必要な同ラウンド3位以内も見えていた。しかし、チーム内で複数名が新型コロナウイルス感染症の陽性判定を受けたことにより2022年3月12日-13日のウルフドッグス名古屋戦2試合の出場を辞退したため、その再試合を模索するが、リーグ終盤だったこともあり日程を確保できず、Vリーグの「新型コロナウイルス対策に関する規程」によりこの2試合が不戦敗扱いとなり、それが響きファイナルステージ進出はなくなり、5位で当シーズンを終えることとなった。
2022-23シーズン、V1男子のV・レギュラーラウンドで4位に入り、8シーズンぶりのベスト4に進出。ファイナル4では4位となったが、優勝するために何が必要かを再認識できるような手応えのあるシーズンとなった。
2023年10月2日、チーム名が「堺ブレイザーズ」から「日本製鉄堺ブレイザーズ」に変更となった。

## 成績

### 主な成績
日韓Vリーグトップマッチ
- 優勝 1回（2013年）

日本リーグ/Vリーグ/Vプレミアリーグ、V.LEAGUE Division1
- 優勝 17 回（1967年度、1973-1976年度、1978-1980年度、1982年度、1988-1990年度、1996年度、1997年度、2005年度、2010年度、2012年度）

黒鷲旗全日本選抜
- 優勝 14回（1952年、1953年、1957年、1960年、1967年、1974-1977年、1980年、1984年、1988-1990年）

全日本総合（6人制）
- 優勝 6回（1958-1959年、1973年、1975-1976年、1979年）

国民体育大会成年男子（6人制）
- 優勝 3回（1975年、1980年、1997年）

国民体育大会一般男子（9人制）
- 優勝 3回（1950年、1952年、1959年）

NHK杯
- 優勝 2回（1975-1976年）

全日本総合（9人制）
- 優勝 2回（1952年、1958年）

全日本実業団（6人制）
- 優勝 1回（1961年）

全日本実業団（9人制）
- 優勝 5回（1950-1951年、1958-1959年、1962年）

### 年度別成績

#### 日本リーグ / 実業団リーグ
| 所属         | 年度             | 最終 順位 | 参加 チーム数 | 試合 | 勝 | 敗 | 勝率  |
| ------------ | ---------------- | --------- | ------------- | ---- | -- | -- | ----- |
| 日本リーグ   | 第1回 (1967)     | 優勝      | 6チーム       | 10   | 9  | 1  | 0.900 |
| 日本リーグ   | 第2回 (1968/69)  | 6位       | 6チーム       | 10   | 1  | 9  | 0.100 |
| 日本リーグ   | 第3回 (1969/70)  | 4位       | 6チーム       | 10   | 3  | 7  | 0.300 |
| 日本リーグ   | 第4回 (1970/71)  | 5位       | 6チーム       | 10   | 2  | 8  | 0.200 |
| 実業団リーグ | 第3回 (1971/72)  | 3位       | 6チーム       | 10   | 8  | 2  | 0.800 |
| 実業団リーグ | 第4回 (1972/73)  | 優勝      | 6チーム       | 10   | 9  | 1  | 0.900 |
| 日本リーグ   | 第7回 (1973/74)  | 優勝      | 6チーム       | 10   | 10 | 0  | 1.000 |
| 日本リーグ   | 第8回 (1974/75)  | 優勝      | 6チーム       | 10   | 9  | 1  | 0.900 |
| 日本リーグ   | 第9回 (1975/76)  | 優勝      | 6チーム       | 10   | 8  | 2  | 0.800 |
| 日本リーグ   | 第10回 (1976/77) | 優勝      | 6チーム       | 10   | 10 | 0  | 1.000 |
| 日本リーグ   | 第11回 (1977/78) | 準優勝    | 6チーム       | 10   | 8  | 2  | 0.800 |
| 日本リーグ   | 第12回 (1978/79) | 優勝      | 6チーム       | 10   | 10 | 0  | 1.000 |
| 日本リーグ   | 第13回 (1979/80) | 優勝      | 6チーム       | 10   | 10 | 0  | 1.000 |
| 日本リーグ   | 第14回 (1980/81) | 優勝      | 8チーム       | 14   | 14 | 0  | 1.000 |
| 日本リーグ   | 第15回 (1981/82) | 準優勝    | 8チーム       | 21   | 16 | 5  | 0.762 |
| 日本リーグ   | 第16回 (1982/83) | 優勝      | 8チーム       | 21   | 17 | 4  | 0.810 |
| 日本リーグ   | 第17回 (1983/84) | 準優勝    | 8チーム       | 21   | 15 | 6  | 0.714 |
| 日本リーグ   | 第18回 (1984/85) | 4位       | 8チーム       | 21   | 13 | 8  | 0.619 |
| 日本リーグ   | 第19回 (1985/86) | 5位       | 8チーム       | 21   | 11 | 10 | 0.524 |
| 日本リーグ   | 第20回 (1986/87) | 準優勝    | 8チーム       | 21   | 19 | 2  | 0.905 |
| 日本リーグ   | 第21回 (1987/88) | 3位       | 8チーム       | 14   | 10 | 4  | 0.714 |
| 日本リーグ   | 第22回 (1988/89) | 優勝      | 8チーム       | 17   | 16 | 1  | 0.941 |
| 日本リーグ   | 第23回 (1989/90) | 優勝      | 8チーム       | 17   | 12 | 5  | 0.706 |
| 日本リーグ   | 第24回 (1990/91) | 優勝      | 8チーム       | 17   | 14 | 3  | 0.824 |
| 日本リーグ   | 第25回 (1991/92) | 準優勝    | 8チーム       | 20   | 13 | 7  | 0.650 |
| 日本リーグ   | 第26回 (1992/93) | 4位       | 8チーム       | 20   | 11 | 9  | 0.550 |
| 日本リーグ   | 第27回 (1993/94) | 3位       | 8チーム       | 17   | 8  | 9  | 0.471 |

#### Vリーグ / 実業団リーグ・V1リーグ
| 所属    | 年度             | 最終 順位 | 参加 チーム数 | 試合 | 勝 | 敗 | 勝率 |
| ------- | ---------------- | --------- | ------------- | ---- | -- | -- | ---- |
| Vリーグ | 第1回 (1994/95)  | 準優勝    | 8チーム       | 21   | 10 | 11 | .476 |
| Vリーグ | 第2回 (1995/96)  | 準優勝    | 8チーム       | 21   | 13 | 8  | .619 |
| Vリーグ | 第3回 (1996/97)  | 優勝      | 8チーム       | 21   | 14 | 7  | .667 |
| Vリーグ | 第4回 (1997/98)  | 優勝      | 8チーム       | 21   | 17 | 4  | .810 |
| Vリーグ | 第5回 (1998/99)  | 6位       | 10チーム      | 18   | 10 | 8  | .556 |
| Vリーグ | 第6回 (1999/00)  | 4位       | 10チーム      | 18   | 15 | 3  | .833 |
| Vリーグ | 第7回 (2000/01)  | 5位       | 10チーム      | 18   | 10 | 8  | .556 |
| Vリーグ | 第8回 (2001/02)  | 3位       | 10チーム      | 18   | 12 | 6  | .667 |
| Vリーグ | 第9回 (2002/03)  | 6位       | 8チーム       | 21   | 8  | 13 | .381 |
| Vリーグ | 第10回 (2003/04) | 4位       | 8チーム       | 21   | 12 | 9  | .571 |
| Vリーグ | 第11回 (2004/05) | 6位       | 8チーム       | 28   | 11 | 17 | .393 |
| Vリーグ | 第12回 (2005/06) | 優勝      | 8チーム       | 28   | 17 | 11 | .607 |

#### V・プレミアリーグ / V・チャレンジリーグ
| 所属     | 年度    | 最終 順位 | 参加 チーム数 | レギュラーラウンド | レギュラーラウンド | レギュラーラウンド | レギュラーラウンド | ポストシーズン | ポストシーズン | ポストシーズン |
| 所属     | 年度    | 最終 順位 | 参加 チーム数 | 順位               | 試合               | 勝                 | 敗                 | 試合           | 勝             | 敗             |
| -------- | ------- | --------- | ------------- | ------------------ | ------------------ | ------------------ | ------------------ | -------------- | -------------- | -------------- |
| プレミア | 2006/07 | 6位       | 8チーム       | 6位                | 28                 | 9                  | 19                 | -              | -              | -              |
| プレミア | 2007/08 | 4位       | 8チーム       | 4位                | 28                 | 15                 | 13                 | 4              | 0              | 4              |
| プレミア | 2008/09 | 準優勝    | 8チーム       | 3位                | 28                 | 15                 | 13                 | 4              | 2              | 2              |
| プレミア | 2009/10 | 準優勝    | 8チーム       | 3位                | 28                 | 18                 | 10                 | 4              | 1              | 3              |
| プレミア | 2010/11 | 優勝      | 8チーム       | 1位                | 24                 | 19                 | 5                  | 中止           | 中止           | 中止           |
| プレミア | 2011/12 | 4位       | 8チーム       | 3位                | 21                 | 13                 | 8                  | 4              | 1              | 3              |
| プレミア | 2012/13 | 優勝      | 8チーム       | 3位                | 28                 | 17                 | 11                 | 4              | 3              | 1              |
| プレミア | 2013/14 | 3位       | 8チーム       | 2位                | 28                 | 19                 | 9                  | 4              | 2              | 2              |
| プレミア | 2014/15 | 4位       | 8チーム       | 5位                | 21                 | 8                  | 13                 | 5              | 2              | 3              |
| プレミア | 2015/16 | 6位       | 8チーム       | 5位                | 21                 | 10                 | 11                 | 5              | 0              | 5              |
| プレミア | 2016/17 | 6位       | 8チーム       | 6位                | 21                 | 8                  | 13                 | 5              | 2              | 3              |
| プレミア | 2017/18 | 7位       | 8チーム       | 7位                | 21                 | 7                  | 14                 | -              | -              | -              |

#### V.LEAGUE
| 所属      | 年度    | 最終 順位 | 参加 チーム数 | レギュラーラウンド | レギュラーラウンド | レギュラーラウンド | レギュラーラウンド | ポストシーズン | ポストシーズン | ポストシーズン | 備考            |
| 所属      | 年度    | 最終 順位 | 参加 チーム数 | 順位               | 試合               | 勝                 | 敗                 | 試合           | 勝             | 敗             | 備考            |
| --------- | ------- | --------- | ------------- | ------------------ | ------------------ | ------------------ | ------------------ | -------------- | -------------- | -------------- | --------------- |
| DIVISION1 | 2018-19 | 6位       | 10チーム      | 6位                | 27                 | 15                 | 12                 | 5              | 1              | 4              |                 |
| DIVISION1 | 2019-20 | 5位       | 10チーム      | 5位                | 27                 | 15                 | 12                 | 1              | 0              | 1              |                 |
| DIVISION1 | 2020-21 | 7位       | 10チーム      | 7位                | 36                 | 17                 | 19                 | -              | -              | -              |                 |
| DIVISION1 | 2021-22 | 5位       | 10チーム      | 5位                | 36                 | 24                 | 12                 | -              | -              | -              | 不戦敗2を含む。 |
| DIVISION1 | 2022-23 | 4位       | 10チーム      | 4位                | 36                 | 24                 | 12                 | 3              | 0              | 3              |                 |
| DIVISION1 | 2023-24 | 6位       | 10チーム      | 5位                | 36                 | 18                 | 18                 |                |                |                |                 |

#### SV.LEAGUE
| 所属      | 年度    | 最終 順位 | 参加 チーム数 | レギュラーラウンド | レギュラーラウンド | レギュラーラウンド | レギュラーラウンド | ポストシーズン | ポストシーズン | ポストシーズン | 備考 |
| 所属      | 年度    | 最終 順位 | 参加 チーム数 | 順位               | 試合               | 勝                 | 敗                 | 試合           | 勝             | 敗             | 備考 |
| --------- | ------- | --------- | ------------- | ------------------ | ------------------ | ------------------ | ------------------ | -------------- | -------------- | -------------- | ---- |
| SV.LEAGUE | 2024-25 | 7位       | 10チーム      | 7位                | 44                 | 15                 | 29                 |                |                |                |      |

## 選手・スタッフ(2025-26)

### 選手
| 背番号                                                                            | 名前                        | シャツネーム | 生年月日（年齢）       | 身長 | 国籍           | Pos   | 在籍年  | 前所属                  | 備考           |
| --------------------------------------------------------------------------------- | --------------------------- | ------------ | ---------------------- | ---- | -------------- | ----- | ------- | ----------------------- | -------------- |
| 1                                                                                 | マシュー・アンダーソン      | ANDERSON     | 1987年4月18日（38歳）  | 208  | アメリカ合衆国 | OH/OP | 2025年- | ジラート・バンカス (en) | 移籍加入       |
| 2                                                                                 | 山根大幸                    | YAMANE       | 2003年3月14日（22歳）  | 191  | 日本           | MB    | 2024年- | 中央大学                | 新人           |
| 3                                                                                 | 安井恒介                    | YASUI        | 2000年12月8日（24歳）  | 189  | 日本           | OH    | 2023年- | 明治大学                |                |
| 4                                                                                 | 高野直哉                    | TAKANO       | 1993年4月30日（32歳）  | 190  | 日本           | OH    | 2016年- | 東亜大学                |                |
| 5                                                                                 | 堀江友裕                    | HORIE        | 1997年6月23日（28歳）  | 183  | 日本           | L     | 2020年- | 早稲田大学              |                |
| 6                                                                                 | 森愛樹                      | MORI         | 1998年4月19日（27歳）  | 170  | 日本           | L     | 2023年- | 兵庫D                   |                |
| 7                                                                                 | 高梨健太                    | TAKANASHI    | 1997年3月25日（28歳）  | 189  | 日本           | OH    | 2025年- | WD名古屋                | 移籍加入、副将 |
| 8                                                                                 | 秋間直人                    | AKIMA        | 2000年9月19日（24歳）  | 201  | 日本           | MB    | 2023年- | 早稲田大学              |                |
| 9                                                                                 | 蔡沛彰                      | PEI CHANG    | 2001年1月2日（24歳）   | 200  | 台湾           | MB    | 2024年- | 現代キャピタル          |                |
| 10                                                                                | 渡邉晃瑠                    | COLE         | 2000年4月6日（25歳）   | 193  | 日本           | MB    | 2023年- | ハワイ大学              |                |
| 11                                                                                | 大宅真樹                    | OYA          | 1995年4月23日（30歳）  | 177  | 日本           | S     | 2025年- | サントリー              | 移籍加入       |
| 14                                                                                | ウルリック・ダール          | DAHL         | 2000年11月18日（24歳） | 201  | デンマーク     | OP    | 2025年- | VC長野                  | 移籍加入       |
| 15                                                                                | 江藤巧                      | ETO          | 2000年6月28日（25歳）  | 180  | 日本           | S     | 2024年- | 富士通                  |                |
| 17                                                                                | 上村琉乃介                  | KAMIMURA     | 2001年4月19日（24歳）  | 186  | 日本           | OP    | 2024年- | 東京学芸大学            |                |
| 20                                                                                | 中西健裕                    | NAKANISHI    | 2002年9月9日（22歳）   | 181  | 日本           | S     | 2024年- | 筑波大学                | 新人           |
| 21                                                                                | 竹元裕太郎                  | TAKEMOTO     | 1995年2月21日（30歳）  | 199  | 日本           | MB    | 2017年- | 東京学芸大学            | 主将           |
| 22                                                                                | 柿崎晃                      | KAKIZAKI     | 2002年4月16日（23歳）  | 186  | 日本           | OH    | 2024年- | 中央大学                | 新人           |
| 90                                                                                | トンマーゾ・リナルディ (it) | RINALDI      | 2001年11月9日（23歳）  | 200  | イタリア       | OH    | 2025年- | モデナ                  | 移籍加入       |
| 出典：チーム新体制リリース チーム公式サイト Vリーグ公式サイト 更新：2025年6月30日 |                             |              |                        |      |                |       |         |                         |                |

### スタッフ
| 役職                                                                              | 名前                                 | 備考 |
| --------------------------------------------------------------------------------- | ------------------------------------ | ---- |
| GM                                                                                | 清川健一                             |      |
| ヘッドコーチ兼強化部長                                                            | 北島武                               |      |
| 強化部副部長兼GM補佐                                                              | 佐川翔                               | 新任 |
| アシスタントコーチ                                                                | ジェルソン・デ・オリベイラ・アモリン | 新任 |
| アシスタントコーチ                                                                | 木場田和希                           | 新任 |
| アシスタントコーチ                                                                | 安藤誠弥                             |      |
| S&Cトレーナー                                                                     | 阪本敏夫                             |      |
| メディカルトレーナー                                                              | 中川祐斗                             |      |
| アナリスト                                                                        | 池原賢                               |      |
| アナリスト                                                                        | 貫井省吾                             |      |
| マネージャー                                                                      | 木本健太                             |      |
| 通訳                                                                              | 堀井京子                             |      |
| 広報                                                                              | 藤野翔太                             |      |
| 広報                                                                              | 大森大                               |      |
| チームサポートスタッフ                                                            | なおき                               |      |
| 出典：チーム新体制リリース チーム公式サイト Vリーグ公式サイト 更新：2025年6月30日 |                                      |      |

## 在籍していた主な選手
| - 柳本晶一 - 小田勝美 - 田中幹保 - 眞鍋政義 - 植田辰哉 - 中垣内祐一 - 印東玄弥 - 成田貴志 - 高橋智則 - 小西健太 - 田中飛鳥 - 朝長孝介 - 千葉進也 | - 澤畠雄一郎 - 市橋祐之 - 長江晃生 - 長尾浩志 - 増成一志 - 増野彰 - 山本辰生 - 伊藤信博 - 杉山マルコス - 大道大輔 - 石島雄介 - 坂梨朋彦 - 今村駿 | - 石島雄介 - 横田一義 - 井上裕介 - 内藤和也 - 松岡祐太 - 今富稜介 - 千々木駿介 - 佐川翔 - ウラジミール・グルビッチ - エンダキ・エムブレイ - ミラン・ペピチ - ウォレス・マルティンス - ニコラ・ジョルジェフ |

## アンダーカテゴリー
スクール・ジュニアチームが活動している。

### スクール
堺市内各所でキッズスクールを開校しているほか、公営施設や民間施設で開講されているバレーボールスクールに、コーチを派遣している。

### ジュニアチーム
小学生対象のブレイザーズキッズと男子中学生の日本製鉄堺ブレイザーズU15が活動しているほか、佐賀・北九州・会津に提携ジュニアチームが存在する。

### 主な出身者
- 佐川翔
- 重留日向